# Campeonato Africano de Atletismo de 2022 - 800 m masculino
A prova dos 800 metros masculino do Campeonato Africano de Atletismo de 2022 foi disputada entre os dias 8 a 10 de junho, no Complexo Esportivo Nacional Cote d'Or, em Saint Pierre, na Maurícia.

## Recordes
Antes desta competição, os recordes mundiais e do campeonato nesta prova eram os seguintes:
|                       | Nome          | Nacionalidade | Tempo     | Local   | Data                |
| --------------------- | ------------- | ------------- | --------- | ------- | ------------------- |
| Recorde mundial       | David Rudisha | Quênia        | 1m 40s 91 | Londres | 9 de agosto de 2012 |
| Recorde do campeonato | David Rudisha | Quênia        | 1m 42s 84 | Nairóbi | 30 de julho de 2010 |
| Recorde africano      | David Rudisha | Quênia        | 1m 40s 91 | Londres | 9 de agosto de 2012 |

## Medalhistas
| Ouro                | Prata                   | Bronze                  |
| Slimane Moula (ALG) | Nicholas Kiplagat (KEN) | Tshepiso Masalela (BOT) |

## Cronograma
Todos os horários são locais (UTC+4). 
| Data        | Hora  | Evento    |
| ----------- | ----- | --------- |
| 8 de junho  | 15:30 | Bateria   |
| 9 de junho  | 16:25 | Semifinal |
| 10 de junho | 15:40 | Final     |

## Resultados

### Bateria
Qualificação: 2 atletas de cada bateria (Q) mais os 6 melhores qualificados (q). 
| Posição | Bateria | Atleta                   | Nacionalidade                  | Tempo   | Notas |
| ------- | ------- | ------------------------ | ------------------------------ | ------- | ----- |
| 1       | 1       | Elias Ngeny              | Quênia                         | 1:47.16 | Q     |
| 2       | 1       | Tolesa Bodena            | Etiópia                        | 1:47.32 | Q     |
| 3       | 1       | Oussama Nabil            | Marrocos                       | 1:47.82 | q     |
| 4       | 3       | Tshepiso Masalela        | Botswana                       | 1:48.69 | Q     |
| 5       | 3       | Riadh Chninni            | Tunísia                        | 1:48.80 | Q     |
| 6       | 3       | Ali Idow Hassan          | Somália                        | 1:49.03 | q     |
| 7       | 1       | Jabulane Ncamane         | África do Sul                  | 1:49.18 | q     |
| 8       | 3       | Bacha Morka              | Etiópia                        | 1:49.34 | q     |
| 9       | 1       | David Dam                | Namíbia                        | 1:49.62 | q     |
| 10      | 2       | Efrem Mekonnen           | Etiópia                        | 1:49.96 | Q     |
| 11      | 2       | Kabelo Mohlosi           | África do Sul                  | 1:50.21 | Q     |
| 12      | 4       | Slimane Moula            | Argélia                        | 1:50.10 | Q     |
| 13      | 4       | Nicholas Kiplagat        | Quênia                         | 1:50.20 | Q     |
| 14      | 3       | Tom Dradriga             | Uganda                         | 1:50.30 | q     |
| 15      | 4       | Emmanuel Osuje           | Uganda                         | 1:50.63 |       |
| 16      | 5       | Abdessalem Ayouni        | Tunísia                        | 1:50.83 | Q     |
| 17      | 5       | Ramzi Abdennouz          | Argélia                        | 1:50.86 | Q     |
| 18      | 5       | Tshepo Tshite            | África do Sul                  | 1:51.07 |       |
| 19      | 5       | Abdelati El Guesse       | Marrocos                       | 1:51.55 |       |
| 20      | 5       | Edrissa Marong           | Gâmbia                         | 1:52.10 |       |
| 21      | 2       | Abraham Thon             | Sudão do Sul                   | 1:52.66 |       |
| 22      | 4       | Francky Edgard Mbotto    | República Centro-Africana      | 1:54.08 |       |
| 23      | 4       | Sylvain Azonhin          | Benim                          | 1:55.41 |       |
| 24      | 2       | Nathan Kilongo           | República Democrática do Congo | 1:55.97 |       |
| 25      | 5       | Illa Salifou Chaibou     | Níger                          | 2:00.76 |       |
| 99      | 1       | Sadam Koumi              | Sudão                          | DNS     |       |
| 99      | 1       | Christian Ucircan        | República Democrática do Congo | DNS     |       |
| 99      | 2       | Emmanuel Korir           | Quênia                         | DNS     |       |
| 99      | 2       | Alex Amankwah            | Gana                           | DNS     |       |
| 99      | 2       | Brayane Moungamba        | Gabão                          | DNS     |       |
| 99      | 3       | Kevin Boubando           | República do Congo             | DNS     |       |
| 99      | 3       | Babker Koudi             | Sudão                          | DNS     |       |
| 99      | 3       | Mohamed Ali Algorni Alaa | Líbia                          | DNS     |       |
| 99      | 4       | Mostafa Smaïli           | Marrocos                       | DNS     |       |
| 99      | 4       | Andrew Rhobi             | Tanzânia                       | DNS     |       |
| 99      | 4       | Allan Chirwa             | Malawi                         | DNS     |       |
| 99      | 5       | Edose Ibadin             | Nigéria                        | DNS     |       |
| 99      | 5       | Simon Merendya           | Tanzânia                       | DNS     |       |
| 99      | 5       | Aden Moussa Absieh       | Djibuti                        | DNS     |       |

### Semifinal
Qualificação: 3 atletas de cada bateria (Q) mais os 2 melhores qualificados (q).
| Posição | Bateria | Atleta            | Nacionalidade | Tempo   | Notas |
| ------- | ------- | ----------------- | ------------- | ------- | ----- |
| 1       | 1       | Slimane Moula     | Argélia       | 1:46.22 | Q     |
| 2       | 1       | Nicholas Kiplagat | Quênia        | 1:46.51 | Q     |
| 3       | 1       | Ramzi Abdennouz   | Argélia       | 1:46.67 | Q     |
| 4       | 1       | Tshepiso Masalela | Botswana      | 1:46.80 | q     |
| 5       | 1       | Riadh Chninni     | Tunísia       | 1:47.36 | q     |
| 6       | 2       | Abdessalem Ayouni | Tunísia       | 1:48.14 | Q     |
| 7       | 2       | Oussama Nabil     | Marrocos      | 1:48.54 | Q     |
| 8       | 2       | Elias Ngeny       | Quênia        | 1:48.57 | Q     |
| 9       | 1       | Ali Idow Hassan   | Somália       | 1:49.24 |       |
| 10      | 2       | Tolesa Bodena     | Etiópia       | 1:49.34 |       |
| 11      | 1       | Jabulane Ncamane  | África do Sul | 1:49.72 |       |
| 12      | 1       | Efrem Mekonnen    | Etiópia       | 1:49.81 |       |
| 13      | 2       | Bacha Morka       | Etiópia       | 1:50.49 |       |
| 14      | 2       | Tom Dradriga      | Uganda        | 1:51.28 |       |
| 15      | 2       | Kabelo Mohlosi    | África do Sul | 1:51.82 |       |
| 16      | 2       | David Dam         | Namíbia       | 1:52.13 |       |

### Final
A final ocorreu dia 10 de junho às 15:40.
| Posição           | Atleta            | Nacionalidade | Tempo   | Notas |
| ----------------- | ----------------- | ------------- | ------- | ----- |
| Medalha de ouro   | Slimane Moula     | Argélia       | 1:45.59 |       |
| Medalha de prata  | Nicholas Kiplagat | Quênia        | 1:46.43 |       |
| Medalha de bronze | Tshepiso Masalela | Botswana      | 1:46.65 |       |
| 4                 | Abdessalem Ayouni | Tunísia       | 1:46.68 |       |
| 5                 | Elias Ngeny       | Quênia        | 1:46.81 |       |
| 6                 | Riadh Chninni     | Tunísia       | 1:46.91 |       |
| 7                 | Oussama Nabil     | Marrocos      | 1:47.01 |       |
| 8                 | Ramzi Abdennouz   | Argélia       | 1:47.33 |       |

Legenda
| Recorde mundial       | Recorde mundial (World record)               |                       | Recorde africano                      | Recorde africano (African) |                                           | Q | Classificado por posição (Qualified) |
| Recorde do campeonato | Recorde do campeonato (Championship record)  | Recorde da América    | Recorde da América (Americas)         | q                          | Classificado por melhor tempo (Qualified) |   |                                      |
| Melhor marca do ano   | Melhor marca do ano (World leading)          | Recorde asiático      | Recorde asiático (Asian)              | DNS                        | Não largou (Did not start)                |   |                                      |
| Recorde nacional      | Recorde nacional (National record)           | Recorde europeu       | Recorde europeu (European)            | DNF                        | Não terminou (Did not finish)             |   |                                      |
| Recorde pessoal       | Recorde pessoal do atleta (Personal best)    | Recorde da Oceania    | Recorde da Oceania (Oceania)          | DSQ / DQ                   | Desclassificado (Disqualified)            |   |                                      |
| Recorde da temporada  | Recorde da temporada do atleta (Season best) | Recorde sul-americano | Recorde sul-americano (South America) | NM                         | Sem marca (No mark)                       |   |                                      |